# Santa Ana (Misiones)
Santa Ana è una città dell'Argentina, capoluogo del dipartimento di Candelaria nella provincia di Misiones.